# L'amore secondo Dalva
L'amore secondo Dalva (Dalva) è un film del 2022 scritto e diretto da Emmanuelle Nicot, al suo primo lungometraggio.

## Trama
Dalva ha 12 anni ma si comporta e si veste già come una donna adulta. Un giorno, i servizi sociali la separano dal padre, con cui viveva da sola. Inserita in una comunità di recupero, prenderà lentamente coscienza di quanto accadutole.

## Distribuzione
Il film è stato presentato in anteprima il 20 maggio 2022 alla Settimana internazionale della critica della 75º edizione del Festival di Cannes. È stato distribuito nelle sale cinematografiche franco-belghe a partire dal 23 marzo 2023 e in quelle italiane da Teodora Film a partire dall'11 maggio 2023.

## Riconoscimenti
- 2022 - Festival di Cannes
  - Premio FIPRESCI (Sezioni parallele)
  - Premio Louis Roederer Foundation per la miglior scoperta a Zelda Samson
- 2022 - European Film Award
  - Candidatura per la miglior rivelazione a Emmanuelle Nicot
- 2024 – Premio Magritte[4][5]
  - Miglior film
  - Miglior regista a Emmanuelle Nicot
  - Migliore attrice non protagonista a Sandrine Blancke
  - Migliore sceneggiatura o adattamento a Emmanuelle Nicot
  - Migliore promessa femminile a Zelda Samson
  - Migliore opera prima
  - Miglior sonoro a Fabrice Osinski, Valérie Le Docte, Aline Gavroy e Olivier Thys
  - Candidatura per la migliore fotografia a Caroline Guimbal
  - Candidatura per la migliore scenografia a Catherine Cosme